# Жана Дювал
Жана Дювал (на френски: Jeanne Duval) e френска актриса, балерина и муза на френския поет Шарл Бодлер.

## Биография
Дювал и Бодлер се запознават през 1842 г., когато Дювал напуска Хаити и заминава за Франция. Те остават заедно през следващите две десетилетия. Казва се, че Дювал е жената, която Бодлер е обичал повече от всеки друг. Бодлер е написал много стихотворения, посветени на Жана, включително „Екзотичен аромат“, „Коса“, „Sed non satiata“ и др.
Бодлер я нарича „Черна Венера“ (на френски: La Vénus Noire). Тя символизира за него опасната красота, сексуалността и загадъчността на креолската жена от средата на XIX век.
Дювал умира от сифилис през същата 1862 г., а Бодлер умира пет години по-късно, също от сифилис. Смята се, че Жан Дювал е приемала наркотици. Дали това е вярно или не, не е известно.

## Образ в по-късната литература
Жана Дювал, като фигура на екзотиката, става героинята на романа на Анджела Картър „Черната Венера“. На нея са посветени романите на Нейло Хопкинсън „Солни пътища (2003)“, „Господарката на Шарл Бодлер“ – Микаел Празан (2007) и други произведения.
През 1987 г. руската рок група „Aria“ създава песента „Street of Roses“ (музика на В. Дубинин, текст на М. Пушкин), посветена на Жана Дювал.